# مارتین لینگه
مارتین لینگه (انگلیسی: Martin Linge؛ ۱۱ دسامبر ۱۸۹۴ – ۲۷ دسامبر ۱۹۴۱) بازیگر اهل کشور نروژ بود. وی در زمان جنگ جهانی دوم فرمانده نظامی بود.